# Guy Saint-Jean
Guy Saint-Jean, né le 24 septembre 1923 à Cadillac-sur-Garonne (Gironde) et mort le 13 juin 2000 à Vic-sur-Aisne (Aisne), est un acteur français.
Il fut l'époux de la comédienne Nicole Gueden qui fut souvent sa partenaire, notamment dans Le Chevalier de Maison Rouge, La Vie à l'envers, Traitement de choc. Il a tourné également pour la télévision, dans Les Rois maudits et, surtout, Les Oiseaux rares, qui lui apporta, dans le rôle d'Henri Massonneau (père des personnages joués par Claude Jade et Dominique Labourier), une popularité éphémère. Sa carrière cinématographique prend fin en 1989.

## Filmographie

### Cinéma
- 1966 : Roger La Honte (Trappola per l'assassino) de Riccardo Freda : Jean
- 1968 : Goto, l'île d'amour de Walerian Borowczyk
- 1972 : Traitement de choc d'Alain Jessua : le cafetier
- 1973 : Les violons du bal : un passeur
- 1979 : Les Chiens
- 1981 : Malevil de Christian de Chalonge : un gendarme
- 1987 : Camomille de Mehdi Charef
- 1989 : Mes meilleurs copains de Jean-Marie Poiré

### Télévision
- 1963 : Le Chevalier de Maison-Rouge de Claude Barma : Boccard
- 1965 : Droit d'asile (farce-comédie d'André Thalassis), téléfilm de René Lucot : Spizzicane
- 1966 : Corsaires et Flibustiers de Claude Barma (feuilleton télévisé)
- 1967 : Salle n° 8 de Robert Guez et Jean Dewever (série télévisée) : Le contrôleur pour Pontarlier (ép. 39)
- 1967 : En votre âme et conscience, épisode : L'Affaire Dumollard de  Jean Bertho
- 1968 : En votre âme et conscience, épisode : Les Innocents d'Eldagsen de  Claude Barma
- 1969 : Les Oiseaux rares, feuilleton télévisé réalisé par Jean Dewever
- 1970 : Les Enquêtes du commissaire Maigret de Claude Barma, épisode : Maigret et son mort : Chevrier
- 1971 : Les Enquêtes du commissaire Maigret de Claude Barma, épisode : Maigret à l'école : Le valet de chambre du docteur.
- 1971 : Les Enquêtes du commissaire Maigret de Claude Barma, épisode : Maigret en vacances : Francis, le valet de chambre de Bellamy
- 1972 : Les Rois maudits de Claude Barma : Jean de Cressay
- 1973 : Pour Vermeer de Jacques Pierre
- 1977 : Dossier danger immédiat (Épisode "L'affaire Martine Desclos") de Claude Barma
- 1978 : Les Enquêtes du commissaire Maigret, épisode : Maigret et les témoins récalcitrants de Denys de La Patellière : Le médecin-légiste
- 1980 : Médecins de nuit de Peter Kassovitz, épisode : L'usine Castel (série télévisée)
- 1980 : Les Mystères de Paris d'André Michel
- 1985 : Félicien Grevèche de Michel Wyn

## Théâtre
- 1949 : Fastes d'enfer de Michel de Ghelderode, mise en scène André Reybaz, Théâtre des Noctambules
- 1950 : La Mégère apprivoisée de William Shakespeare, mise en scène Henry Grangé, Centre dramatique de l'Ouest
- 1950 : L'Équarrissage pour tous de Boris Vian, mise en scène André Reybaz, Théâtre des Noctambules
- 1951 : Cymbeline de William Shakespeare, mise en scène Maurice Jacquemont, Centre dramatique de l'Ouest
- 1956 : Le Mariage de Figaro de Beaumarchais, mise en scène Jean Vilar, Festival d'Avignon
- 1956 : Ce Fou de Platonov d'Anton Tchekhov, mise en scène Jean Vilar, Festival de Bordeaux, TNP
- 1957 : Le Malade imaginaire de Molière, mise en scène Daniel Sorano, TNP Théâtre de Chaillot
- 1957 : Le Mariage de Figaro de Beaumarchais, mise en scène Jean Vilar, Festival d'Avignon
- 1958 : Ubu roi d'Alfred Jarry, mise en scène Jean Vilar, TNP Théâtre de Chaillot
- 1958 : L'École des femmes de Molière, mise en scène Georges Wilson, TNP Théâtre de Chaillot
- 1959 : Le Songe d'une nuit d'été de William Shakespeare, mise en scène Jean Vilar, Festival d'Avignon
- 1959 : Mère Courage de Bertolt Brecht, mise en scène Jean Vilar, Festival d'Avignon
- 1959 : La Mort de Danton de Georg Büchner, mise en scène Jean Vilar, TNP Théâtre de Chaillot
- 1959 : Les Précieuses ridicules de Molière, mise en scène Yves Gasc, TNP Théâtre de Chaillot
- 1960 : Erik XIV d'August Strindberg, mise en scène Jean Vilar, TNP Théâtre de Chaillot, Festival d'Avignon
- 1960 : La Résistible Ascension d'Arturo Ui de Bertolt Brecht, mise en scène Jean Vilar et Georges Wilson, TNP Théâtre de Chaillot
- 1960 : Ubu roi d'Alfred Jarry, mise en scène Jean Vilar, TNP Théâtre de Chaillot
- 1961 : Turcaret d'Alain-René Lesage, TNP Théâtre de Chaillot
- 1961 : Loin de Rueil de Maurice Jarre et Roger Pillaudin d'après Raymond Queneau, mise en scène Maurice Jarre et Jean Vilar, TNP Théâtre de Chaillot
- 1961 : La Paix d'après Aristophane, mise en scène Jean Vilar, TNP Théâtre de Chaillot
- 1971 : La Bande à Bonnot de Henri-François Rey, mise en scène Pierre Vielhescaze, Théâtre de l'Ouest parisien
- 1972 : Les Justes de Albert Camus, mise en scène Jean Deschamps, Festival de la Cité Carcassonne
- 1973 : Les Justes de Albert Camus, mise en scène Jean Deschamps, Théâtre de Nice
- 1972 : Le Misanthrope de Molière, mise en scène Jean Négroni, Maison des arts et de la culture de Créteil
- 1972 : Cet animal étrange de Gabriel Arout, mise en scène Jean Négroni, Théâtre La Bruyère
- 1982 : Nuit de rêve et Bertrand de Sławomir Mrożek, mise en scène Gilles Guillot, Isa Mercure, La Péniche-Théâtre